# Lufttransport

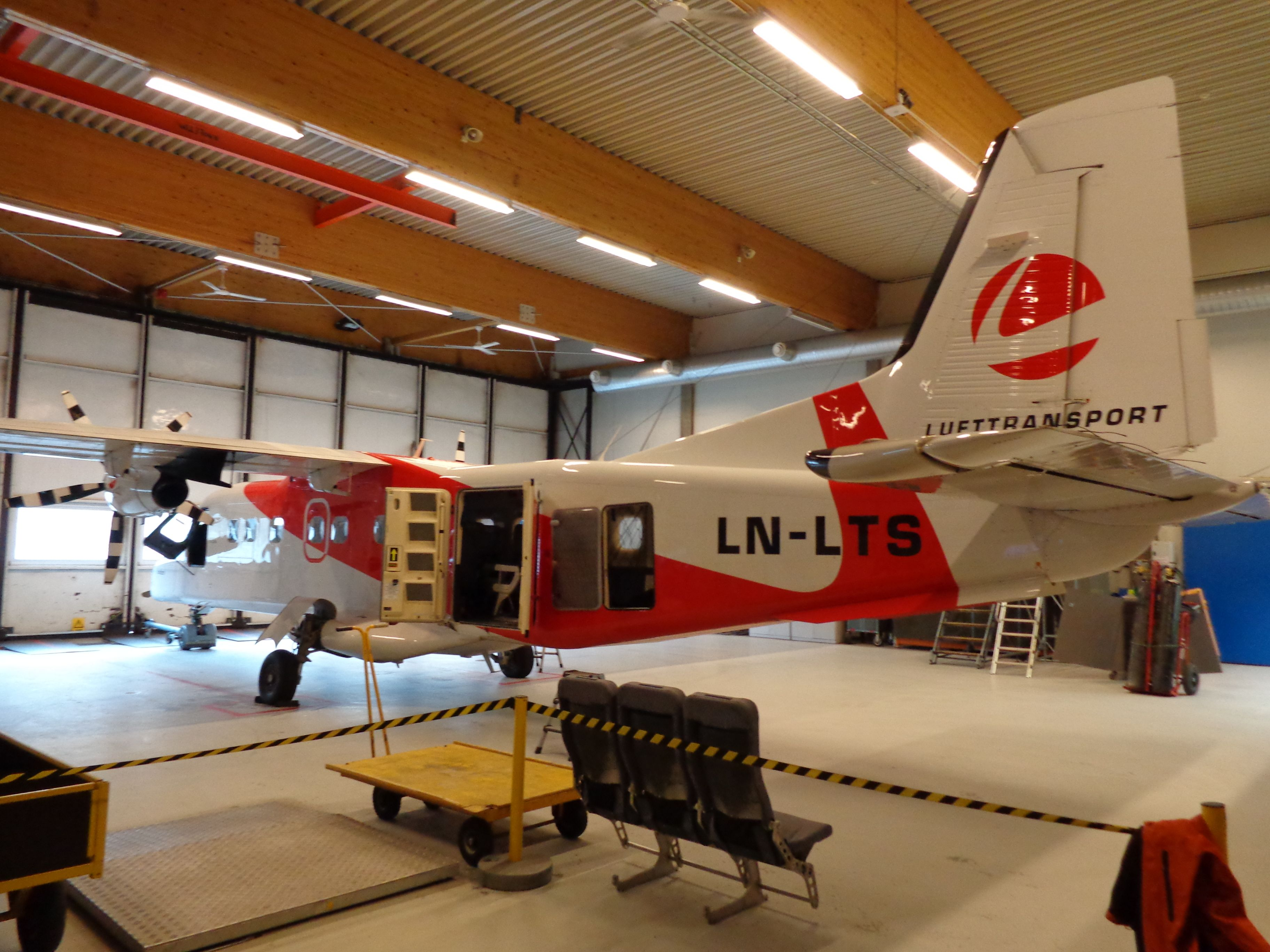
Dornier 228 i hangar i Longyearbyen

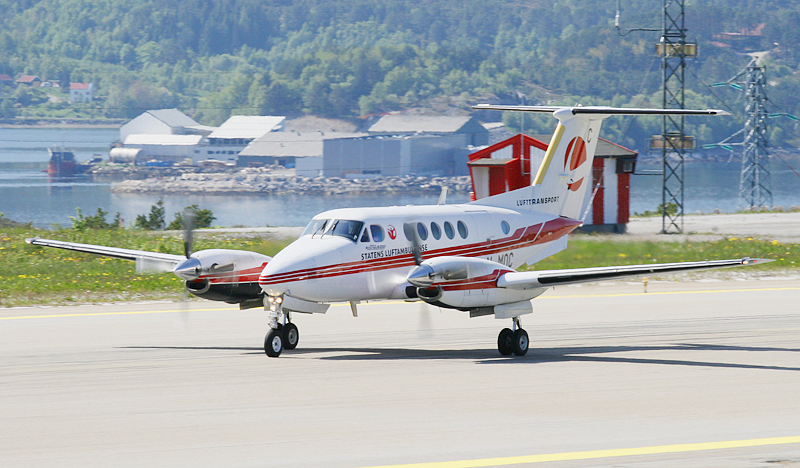
Luftambulans Beech King Air 200

Lufttransport AS är ett norskt helikopter- och flygbolag som sköter ambulansflygningar för Luftambulansetjenesten i Norge, flygverksamhet för Kystvakten i Norge, transporter av lotsar till och från fartyg samt flygtrafik i Svalbard. Lufttransport sköter också den reguljära helikopterrutten Bodø-Værøy.
Lufttransport f helikoptrar (AgustaWestland AW139, Eurocopter AS332L1 Super Puma och 
Agusta Bell 139) och konventionella flygplan (elva flygambulanser av typ Beech King Air 200 samt Dornier 228) och har huvudkontor i Tromsø. År 2014 hade företaget 218 anställda i moderbolaget och totalt 302 i koncernen. 

## Historik
Lufttransport grundades 1971 med bas på Bardufoss flygplats. Från 1978 fick företaget kontrakt på flygverksamhet i Svalbard för Store Norske Spitsbergen Kulkompani A/S och Kings Bay AS.
Från 1980 började Lufttransport sälja flygtjänster till offshore-industrin i konkurrens med Helikopter Service AS (senare CHC Helikopter Service), för vilket ändamål 1983–1985 införskaffades sex Aerospatiale AS 332L Super Puma. 
Helikopter Service köpte Lufttransport 1987, varefter den samlade helikoptertrafiken bedrevs under namnet Helikopter Service och trafiken med konventionella flygplan under namnet Lufttransport. Helikopter Service köpte också 1992 helikopter- och flygbolaget Mørefly med bas i Ålesund. År 1995 slogs Mørefly samman med dotterbolaget Lufttransport under namnet Lufttransport, med Tromsø som bas.
Helikopter Service sålde 2000 Lufttransport till Norwegian Air Shuttle, som 2005 sålde företaget vidare till Norsk Helikopter. Detta senare företag sålde i sin tur Lufttransport 2008 till Knut Axel Ugland Holding som ett led i en affär, i vilken ingick att Ugland sålde 51 procent av Norsk Helikopter till Bristow Group.

## Svalbard
År 1978 inledde Lufttransport flygningar i Svalbard från den nya Svalbards flygplats, med transport av anställda till och från Longyearbyen och Sveagruva respektive Ny-Ålesund. Från 1994 har Lufttransport haft två Dornier 228 stationerade i Svalbard. Sysselmannen på Svalbard använder som räddnings- och tjänstehelikoptrar två Super Puma, som mellan 2014 och 2022 opererades av Lufttransport. I maj 2022 övertog CHC Helikopter Service driften av Sysselmannens helikoptrar efter att ha tilldelats ett 10-årskontrakt.